# Dorna (escultura)
Dorna es una escultura creada por el artista español Xaime Quesada Porto, situada en la ciudad española de Pontevedra. También es conocida como Homenaje al Camino de Santiago y actualmente se encuentra entre la calle Gorgullón, en el Camino Portugués y la avenida de Eduardo Pondal, frente al centro comercial Vialia.

## Historia
En 2001 finalizaron las obras de reurbanización de la avenida de Uruguay y de la ribera sur del río Lérez que el  Ministerio de Fomento acometió en la ciudad.
Como punto culminante del proyecto, se creó una gran rotonda en la avenida de Uruguay a la entrada del puente del Burgo y se decidió instalar un monumento conmemorativo del paso del camino portugués de peregrinación a Santiago de Compostela por este punto estratégico de la ciudad.
La escultura fue encargada al artista orensano Xaime Quesada y se inauguró el 20 de agosto de 2001.
El tramo de la Avenida de Uruguay donde se ubicaba la escultura en la rotonda del Burgo fue rediseñado pocos años después de su instalación, en octubre de 2006. Se eliminó la rotonda y se perdieron algunos de los elementos de la escultura, como el estanque y la iluminación, ya que la escultura fue diseñada para descansar sobre una masa de agua.

## Descripción
La escultura fue diseñada para representar a Galicia como tierra de agua, luz y viento. Es un homenaje al Camino de Santiago, concebido en forma de las antiguas dornas gallegas con la vela desplegada al viento.
Se trata de una dorna de hierro fundido, típica embarcación pesquera de las Rías Bajas, con la proa apuntando hacia Santiago de Compostela, destino del camino de peregrinación, con la vela impulsada por el viento para crear dinamismo.
La dorna resalta el carácter marítimo de Pontevedra y su relación con el mar, y simboliza al peregrino que realiza el viaje a Santiago de Compostela.
La rotonda para la que se diseñó la obra tenía un estanque que rodeaba la escultura de agua y estaba iluminada por un efecto de agua tintada. El autor utilizó el hierro fundido como material, asociándolo a la idea de que su autooxidación lo hace eterno como el camino de peregrinación.

## Galería de imágenes

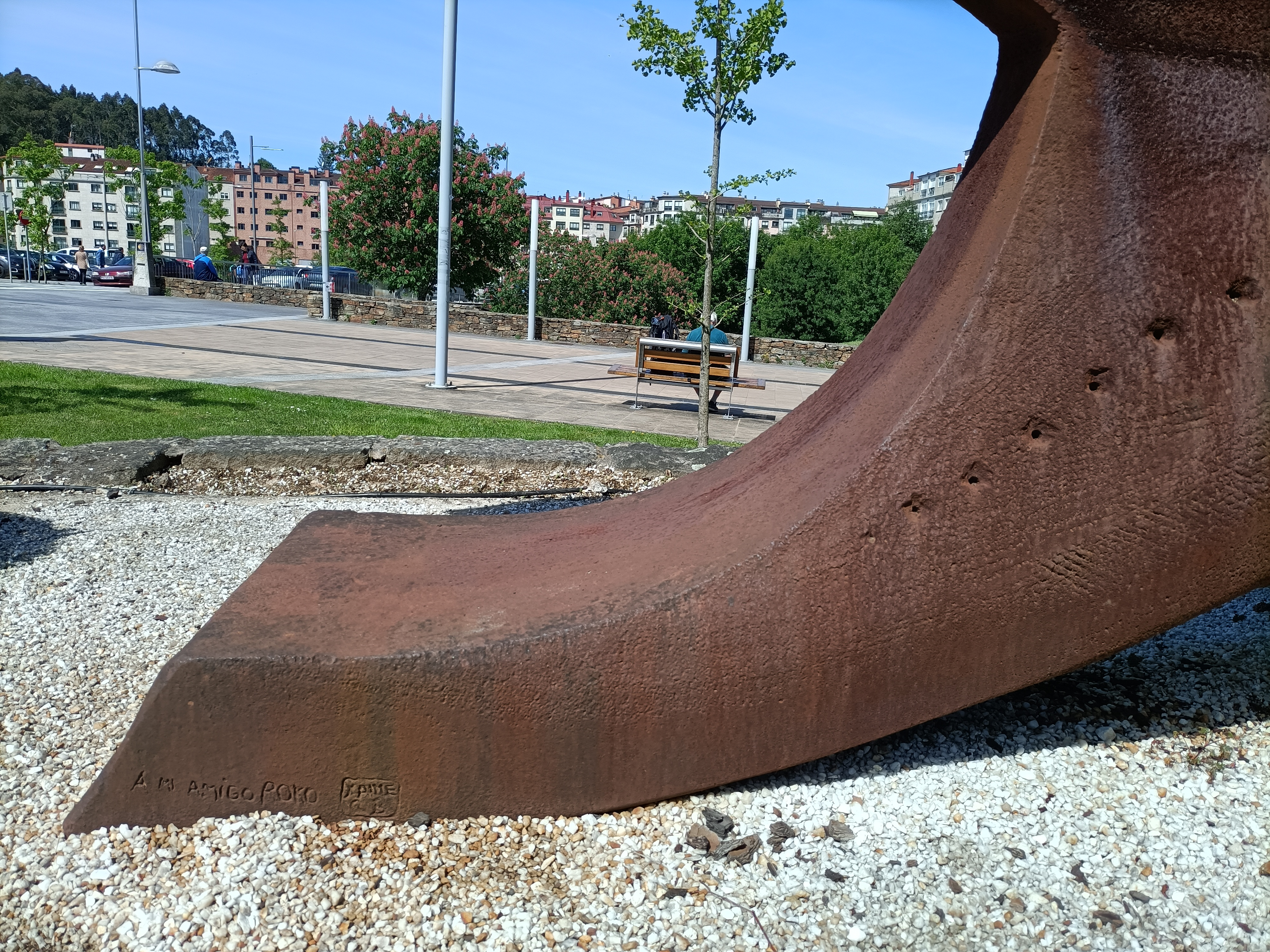
Detalle de la dedicatoria de Xaime Quesada
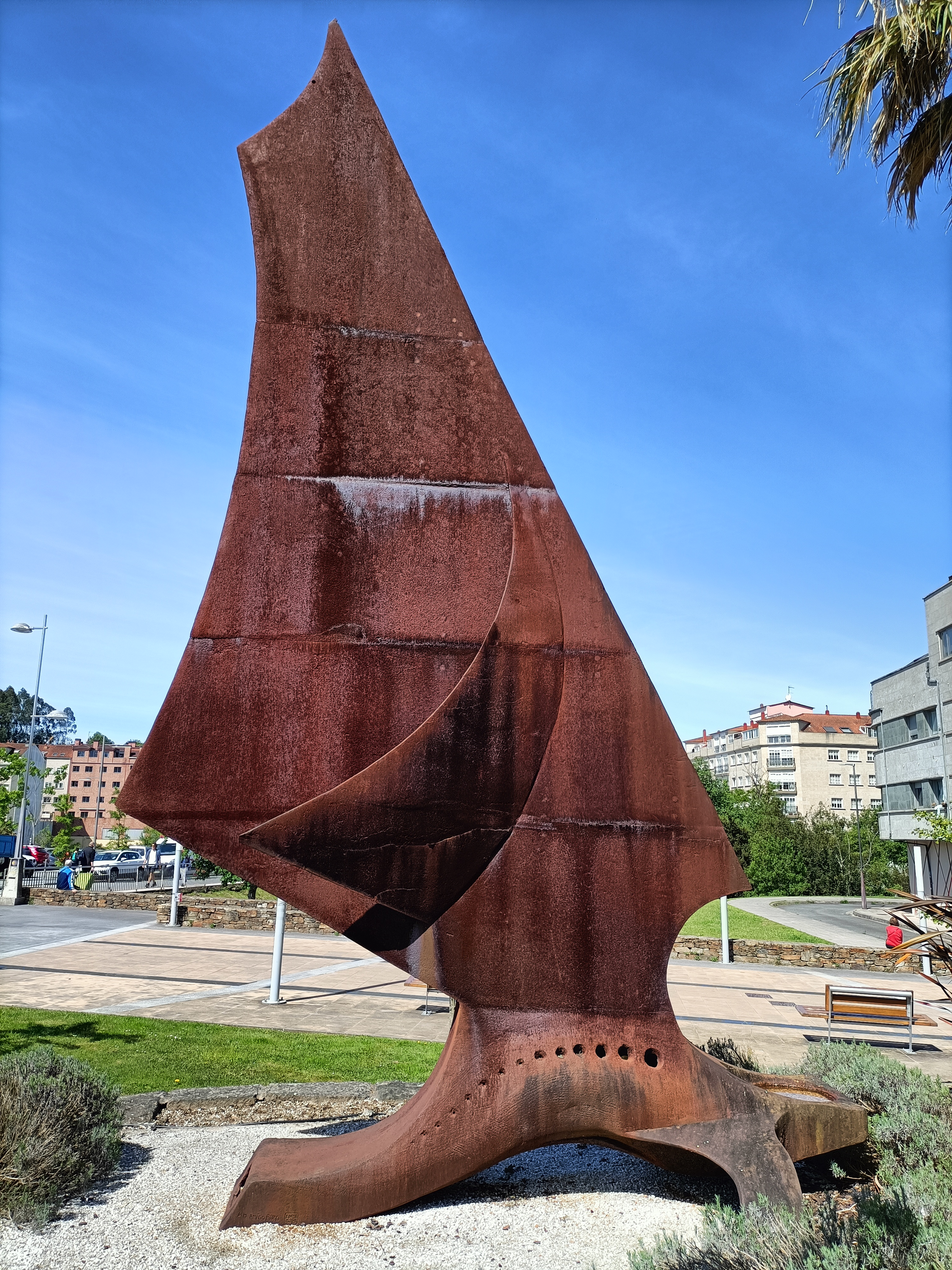
La escultura en 2024
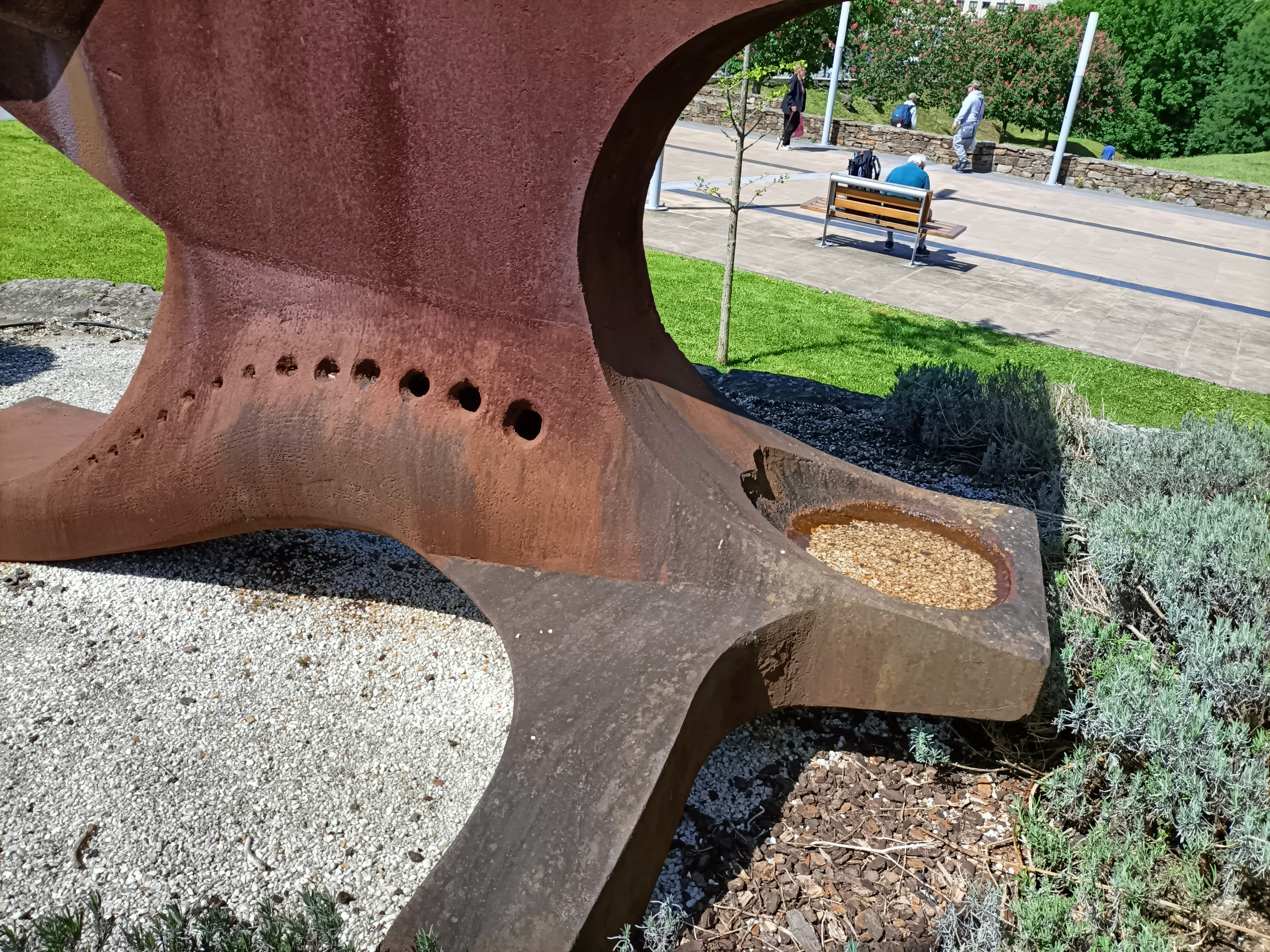
Detalle
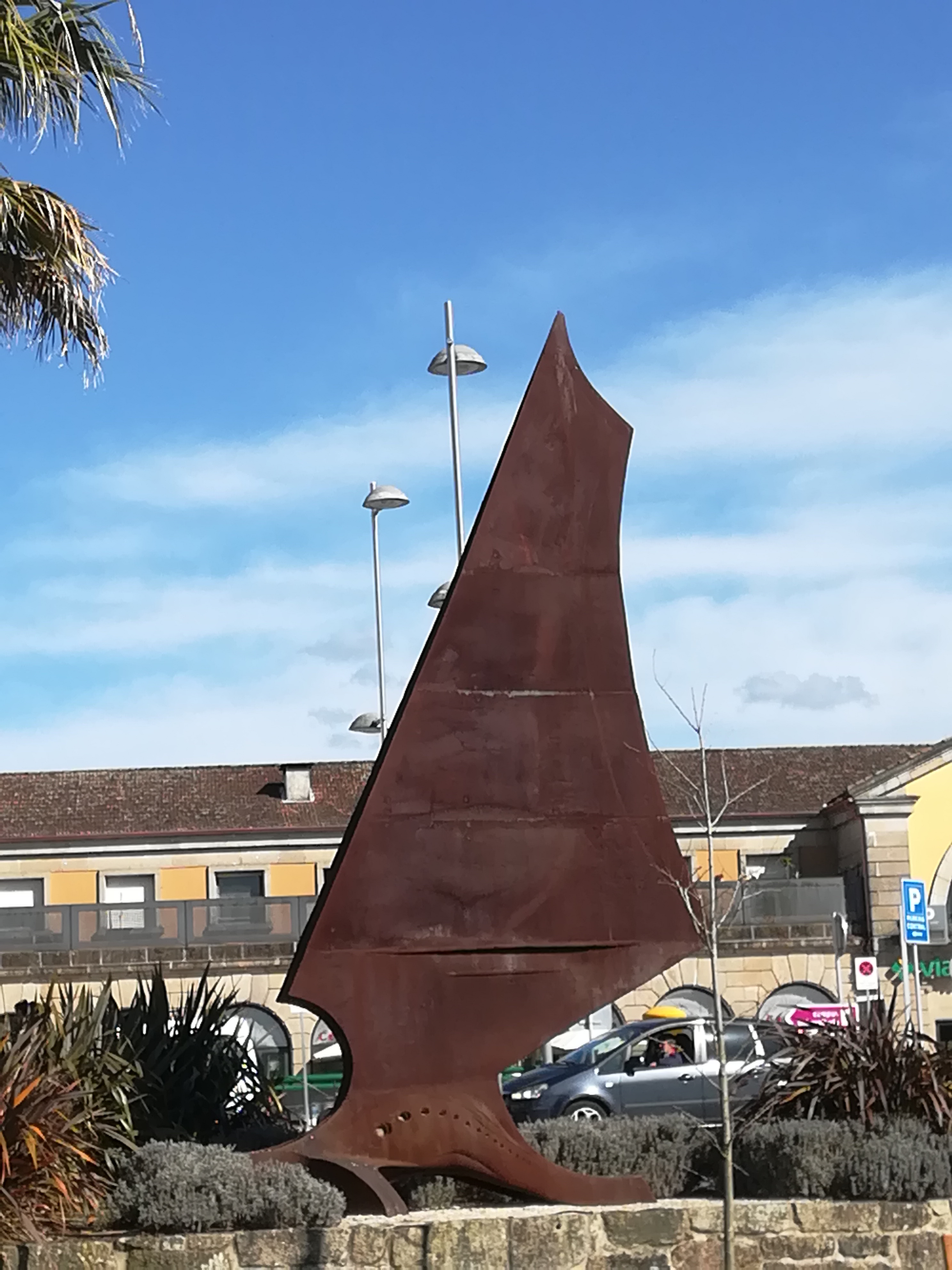
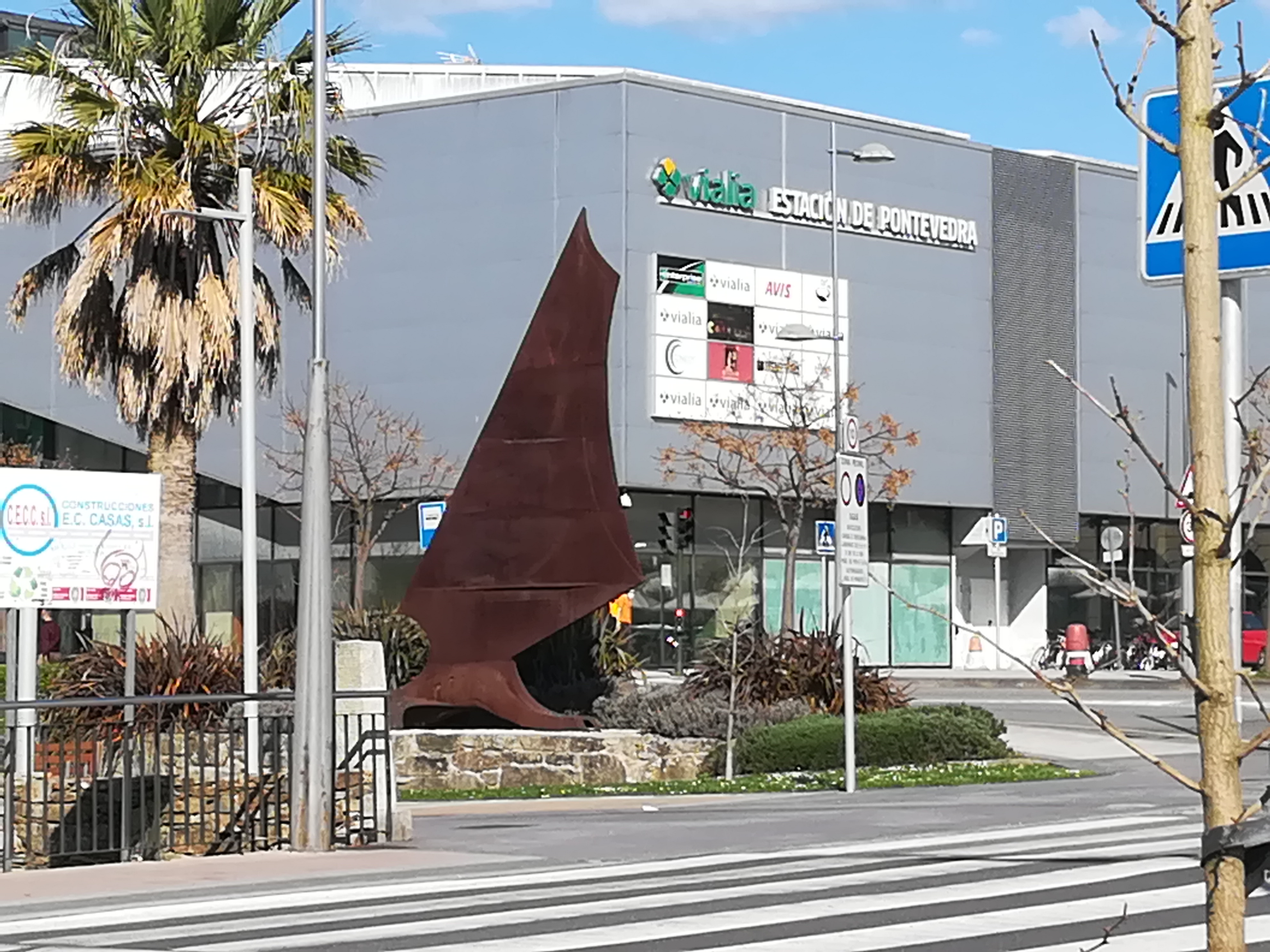
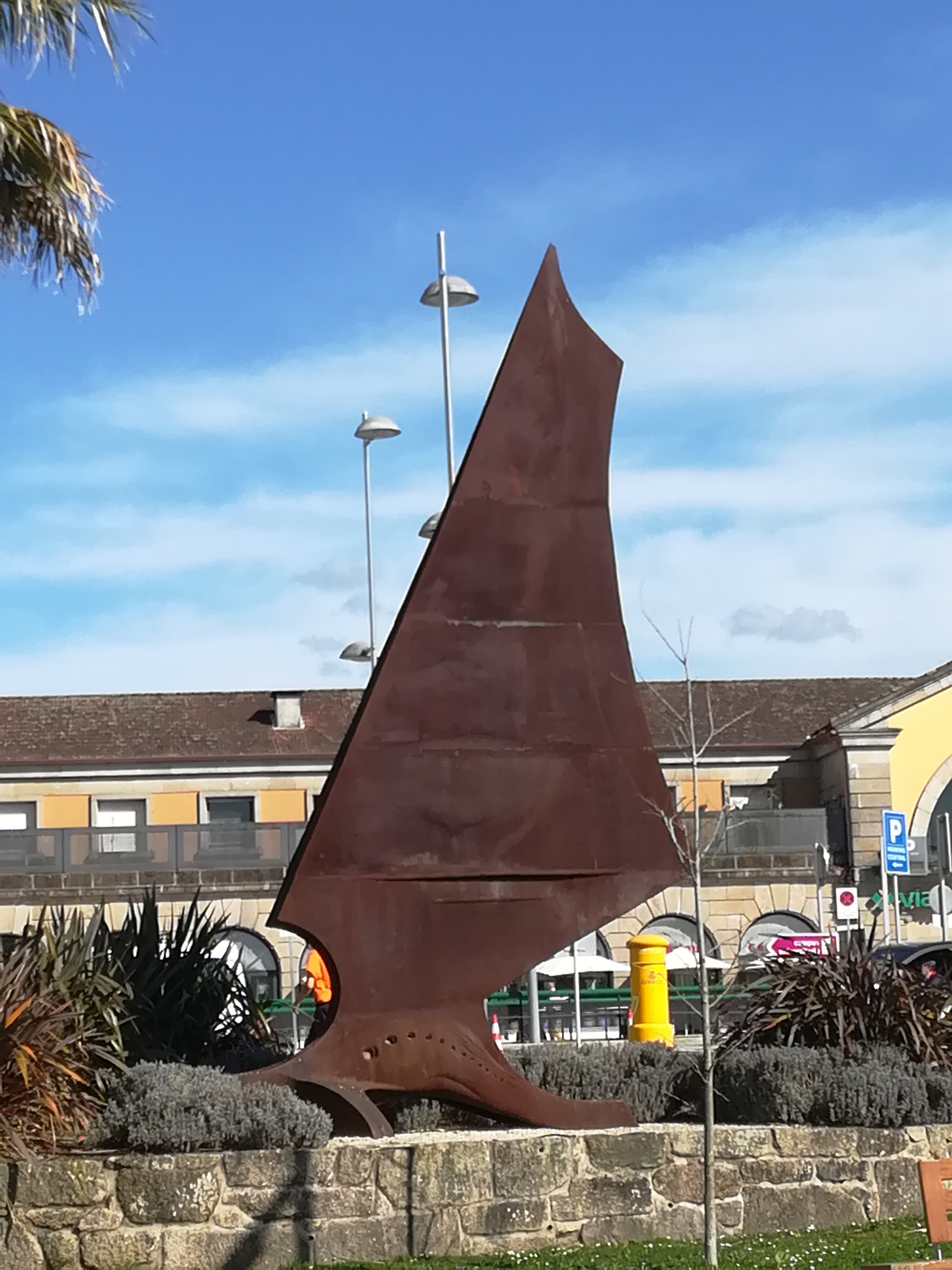
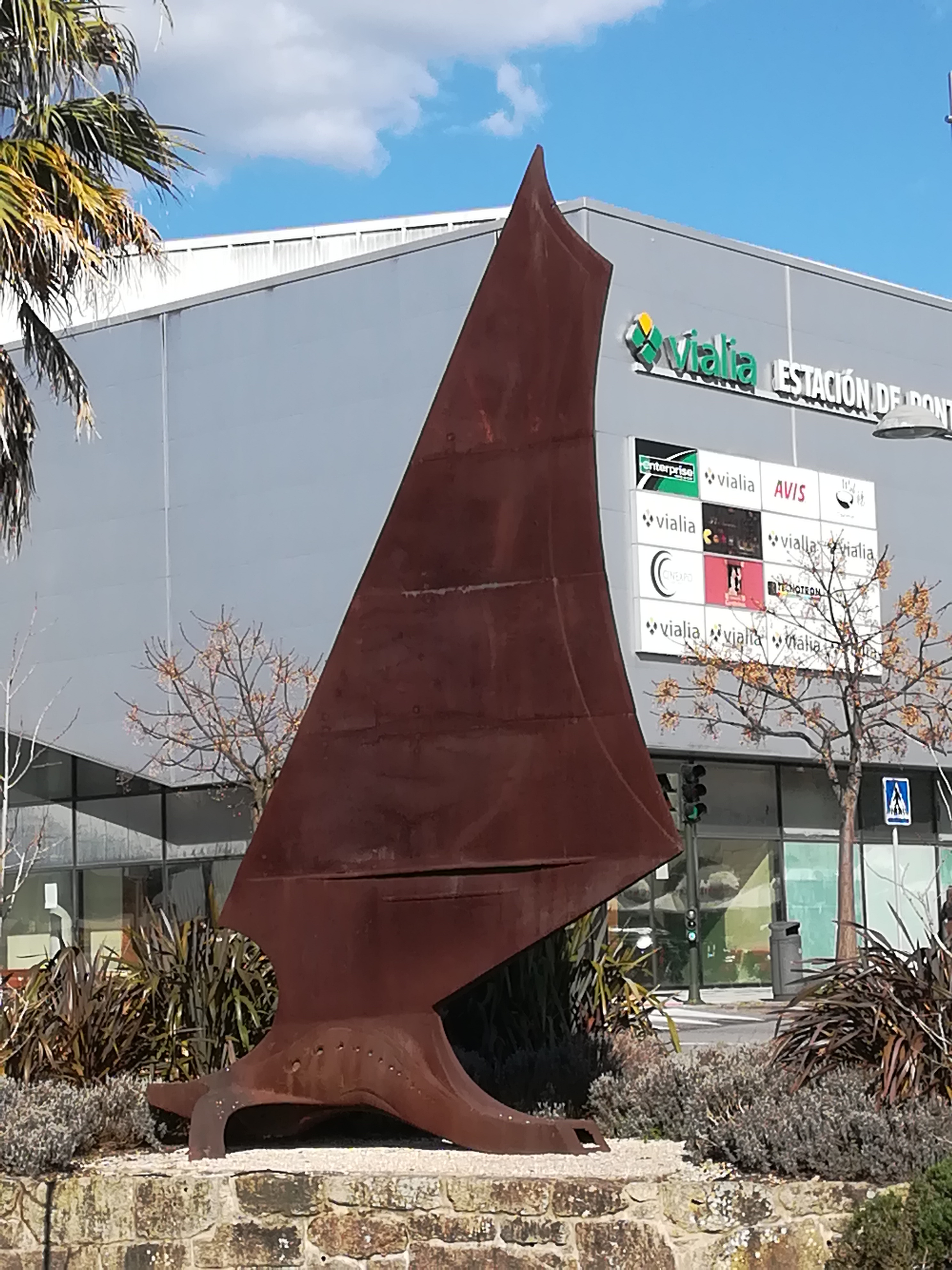
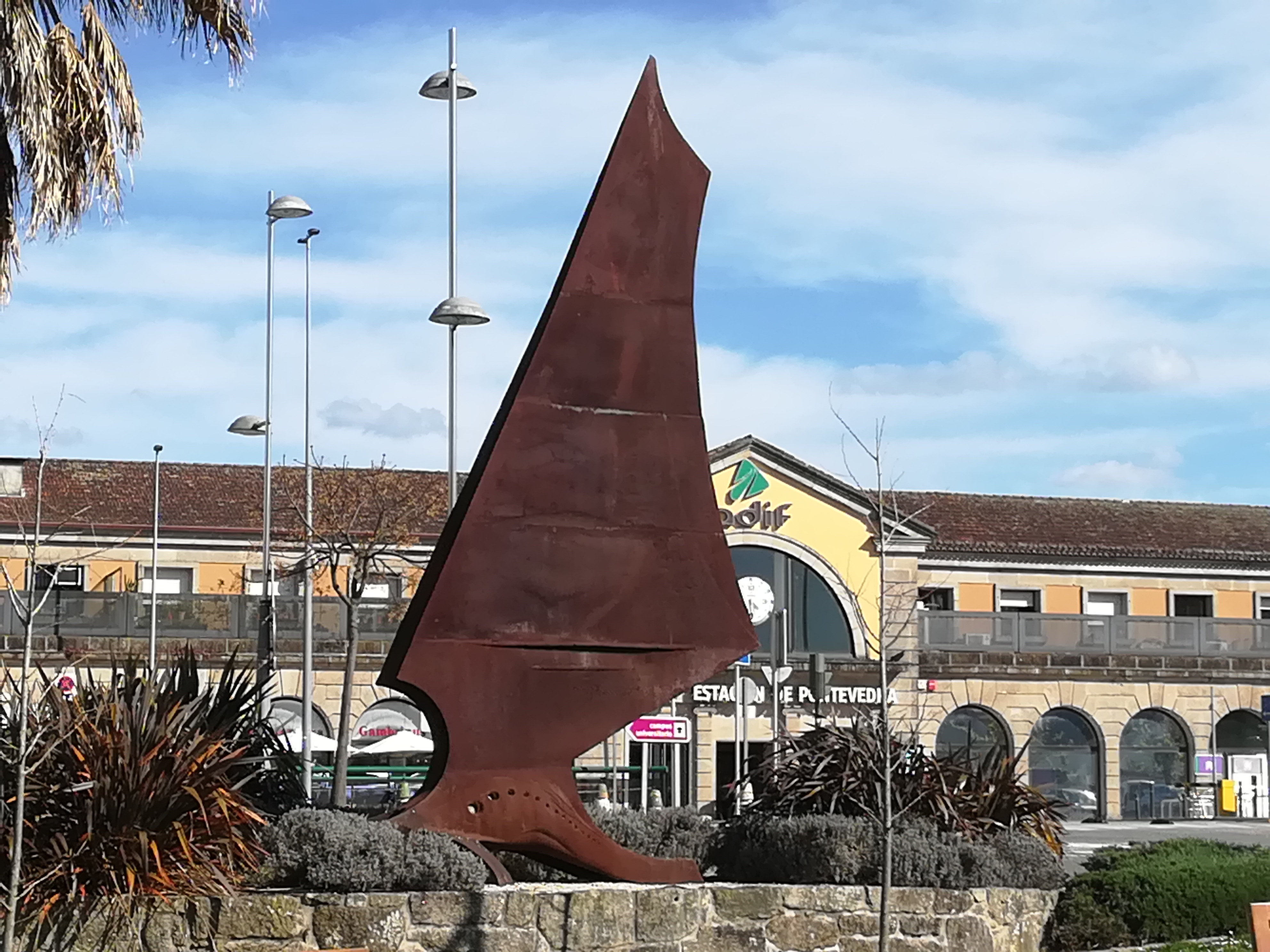